# Santo Stefano di Cadore
Santo Stefano di Cadore är en ort och kommun i provinsen Belluno i regionen Veneto i Italien. Kommunen hade 2 502 invånare (2018).